# 키르쿠스 막시무스

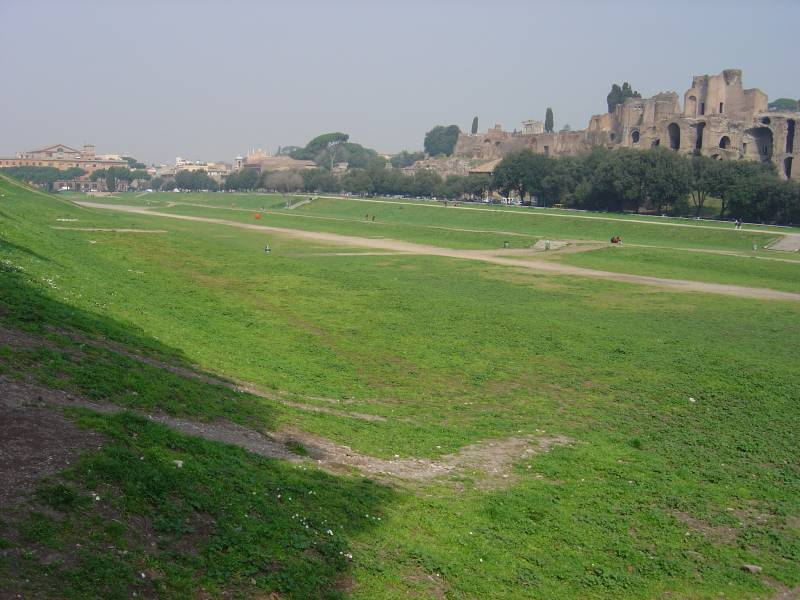
키르쿠스 막시무스

키르쿠스 막시무스(Circus Maximus)는 고대 로마 제국에서 가장 큰 전차 경기장이자 대중 오락 시설이었다. 로마의 팔라티노 언덕과 아벤티노 언덕 사이의 계곡 사이에 위치하고 있었다. 그 길이는 621m였으며 너비는 118m였고, 약 15만 명의 군중들을 수용할 수 있었다. 키르쿠스 막시무스는 로마 제국 전역에 지어진 전차 경기장들의 원조격이었다. 현재는 터만 남아 공원으로 쓰이고 있다.

## 사용과 용도
이 곳은 본디 '루디'라 불리는 로마의 전통 종교 행사가 열리는 곳이었다. 이 행사는 로마의 유력자들이나 로마 당국에서 로마의 번영을 위해 신에게 기원하는 행사였다. 대부분의 행사들은 로마 달력의 특정 시기에 주기적으로 열렸으며, 그외에도 개선식, 대관식과 같은 특별 행사에 치러졌다. 최초로 열린 행사는, 로마 왕정의 마지막 왕인 타르퀴니우스가 경쟁 국가 포메티아에 맞서 이긴 것을 기념하여 열린 것이다.
루디는 하루만에 끝나는 간단한 약식 행사에서 몇 달 동안 지속되는 거대한 축제까지 매우 다양한 양상을 띠었다. 이 행사에는 종교적인 기념식, 축제, 전차 경주들이 열렸다. 몇몇 행사에는 공개 처형식도 함께 열렸다. 로마 공화정 기간, 로마 공공 시설을 책임지는 관리인 조영관이 이 행사를 주관했다. 주관하는 행사의 규모가 커지고 화려해질수록 자연스럽게 조영관의 명예와 인기도 높아졌고, 승진할 수 있는 기회도 증가했다.
로마가 통치하는 영토가 넓어지자, 정치가들이 국민들의 지지를 얻기 위해 조영관들 대신 축제를 주관하기 시작했다. 공화정 말기에는 1년에 약 57번의 행사가 열렸으며, 행사가 열리지 않는 날에는 노예 교환, 가축 교환, 전차 경주와 같은 일들이 이 곳에서 일어났다. 아무런 경기나 행사가 없을 때에는, 경기장 내부에는 거대한 시장이 들어섰고 사람들이 분주히 오가며 물건들을 사고 팔았다고 한다. 주로 광대, 예언자들, 사기꾼들, 매춘부들이 이곳에서 영업을 했다.
로마가 제정으로 탈바꿈하고 난 후에도 루디의 인기는 여전히 하늘을 찔렀다. 황제들은 이 곳을 끊임없이 확장, 개축했으며 결국 나중에는 로마 제국 전체에서 가장 거대한 전차 경기장에 이르게 된다. 1세기 후반에 콜로세움이 지어지며 검투사 경기와 맹수 사냥의 기능이 이전되었고, 육상 경기가 도미티아누스 스타디움으로 옮겨지며 또 한번 그 기능이 축소되었으나 여전히 키르쿠스 막시무스의 인기와 용도는 로마에서 가장 중요한 축에 속했다. 이 곳에서 1년에 135일이나 축제가 열렸다.
비록 키르쿠스 막시무스가 전차 경기장의 용도로 지어지긴 했으나, 그 규모가 워낙 큰 탓에 이 곳에서 로마의 가장 중요한 종교 축제, 행사들이 자주 열렸다. 3세기에는 이 곳에서 특별히 숲처럼 꾸며놓은 무대 위에 맹수들을 풀어놓고 사냥하는 행사가 열렸을 정도였다. 기독교가 로마 제국 전역으로 퍼져나가며, 루디는 점차 그 영광을 뒤로 하고 잊혀지게 된다. 키르쿠스 막시무스에서 치러진 마지막 맹수 사냥은 523년에, 마지막 전차 경주는 549년에 열렸다.

## 역사

### 로마 왕정
키르쿠스 막시무스는 아벤티노 언덕과 팔라티노 언덕 사이의 계곡 사이에 지어졌다. 로마 초기에 경기장의 부지는 농업적으로 매우 생산량이 높은 곳이었는데, 티베르 강과 주변 하천의 범람으로 인해 많은 퇴적물들이 휩쓸려왔기 때문이었다. 계곡 사이를 흐르는 시냇물은 다리로 연결되어 있었으며, 가장 초기의 전차 경기는 거의 농경지에서 치러졌을 가능성이 크다.
역사가 리비우스에 따르면, 에트루리아 출신의 첫 왕이 처음으로 키르쿠스 막시무스의 자리에 귀족들을 위해 목조로 만든 반원형 좌석을 세웠다고 한다. 그의 손자는 아벤티노 언덕 쪽 부분에 평민들을 위한 좌석들을 추가하였다. 다만 그 재료가 나무가 지어진 터라, 경기장은 자주 썩거나 화재에 시달렸고 자주 교체해주어야만 했다. 지금 남아있는 경기장의 터닝포인트는 3개의 돌기둥으로 이루어져 있는데, 바로 이것이 키르쿠스 막시무스에서 가장 오래된 구조물로 이때 세워진 것이다.

### 로마 공화정
로마 공화정 시기에 들어서, 경기의 주최자들은 신들의 모습이 조각된 특별 무대 위에서 경기를 관람할 수 있었다. 기원전 494년에, 로마의 최고 권력자들은 경기장 동남쪽에 있는 특별 좌석에서 경기를 관람했다. 이 좌석에서는 가장 극적인 모습의 경기를 즐길 수 있었다. 기원전 190년에는 원로원 의원들을 위한 석조 좌석이 새로 지어졌다.
기원전 329년에 말들이 출발 직전에 대기하는 마굿간이 지어졌다. 마굿간들은 밝게 칠해져 있었고, 말들이 달리는 거리를 똑같이 하기 위해 일부러 약간 기울어져 배열되어 있었다. 기록상 마굿간은 25개의 4두 마차를 한꺼번에 수용할 수 있었으나, 시간이 흐르며 감소하여 공화정 말기에는 12개의 마차들만 수용할 수 있게 바뀌었다. 마굿간에는 스프링이 장착된 목조 문들이 붙어 있어, 여러 개의 문들을 동시에 여는 것을 가능하게 하였다. 마차들은 서로 색깔로 구분 가능하게 칠했다. 보통 1 경기마다  7번씩 경기장을 돌았다. 기원전 33년에는 청동으로 만든 돌고래 동상이 경기장 한복판에 세워져 전차들이 경기장을 몇 번이나 돌았는지 알려주는 역할을 하였다.
율리우스 카이사르가 기원전 50년에 키르쿠스 막시무스를 대대적으로 확장했다. 그는 경기장 전체를 거대한 좌석으로 완전히 감쌌으며, 장식적인 기둥들과 건물들을 더했다. 이 때 개축된 경기장은 길이가 621m였고 너비가 150m였다. 벽들이 세워져 경기장과 좌석을 분리했다. 계단형의 좌석은 총 3열로 나뉘어 있었는데, 경기장과 가장 가깝고 낮은 곳에 위치한 1열은 최고 권력자들과 원로원 의원, 2열은 로마 시민, 3열은 이방인들에게 각각 할당되었다. 목조로 지어진 좌석들 아래에는 출입 통로들과 매점들이 자리해 있었다. 대 플리니우스의 기록에 따르면 약 25만 명을 수용할 수 있었다고 하나, 아마도 15만 명을 수용하는 것이 최대였을 것으로 생각된다.

### 로마 제정
기원전 31년에 일어난 화재로 목조 좌석들이 불탔지만, 아우구스투스에 의해 다시 재건되었다. 아우구스투스는 이집트 헬리오폴리스에서 거대한 석조 오벨리스크를 가져와 경기장 한복판에 설치했다. 이는 로마에 들어선 첫 오벨리스크였으며, 아우구스투스가 이집트와 폼페이우스 연합군에 승리한 것을 상징적으로 기념한 것이었다. 그는 또한 좌석 열 사이에 거대한 규모의 신전을 지었는데, 그는 종종 가족들과 함께 이 곳에서 경기를 관람하곤 했다.
키르쿠스 막시무스의 위치는 본디 홍수가 나기 쉬운 곳이었다. 이에 클라우디우스 황제는 홍수를 막기 위해 추가적인 조치를 취했다. 경기장이 나무로 주로 이루어져 있었기 때문에, 화재도 경기장을 위협하는 가장 큰 재난들 중 하나였다. 36년에 바구니 제조업자의 가게에서 화재가 있었고, 네로 황제의 치세 하인 64년에 이 곳에서 화재가 시작되어 로마 도심의 대부분을 태워버렸다. 하지만 이런 일들에도 불구하고, 경기장은 계속 즉시 복구되었고 여전히 축제와 경기의 장으로 쓰였다.
기원후 1세기에 경기장 중앙에 거대한 분수가 설치되었고, 이는 더 예술적인 장식들과 더 극적인 무대 장치들을 가능하게 했다. 이로 인해 여러 사원, 동상, 신전들이 들어섰다.
81년에 원로원은 티투스 황제를 기리기 위해 거대한 삼중 아치를 경기장의 끝 부분에 지었다. 이 아치는 이전의 정문을 대신하는 역할을 했다. 도미티아누스 황제는 경기장을 바로 내려다볼 수 있는 거대한 황궁을 팔라티노 언덕 바로 위에 지어 황궁에서 곧바로 경기를 내려다 볼 수 있게 하였다. 그는 아래에서는 그를 볼 수 없게 하고, 그는 모두를 내려다 볼 수 있는 이와 같은 배치를 매우 좋아했다고 한다.
끊임없이 화재가 발생하자, 트라야누스 황제는 아예 경기장을 완전히 돌로 만들어버리기로 결정한다. 트라야누스 황제가 이때 지은 경기장의 골조는 이후 내내 이어졌다. 다만 카라칼라 황제가 출입구를 대대적으로 장식했다. 또한 좌석이 무너져 13,000명이 죽은 이후 디오클레티아누스 황제가 다시 한번 개보수하였다.

### 제국 멸망 이후
6세기에 제국이 쇠퇴하고 멸망해가며, 키르쿠스 막시무스도 옛 영광을 잃어가기 시작했다. 경기장의 석재들은 모두 뜯겨져 나갔고, 홍수가 점차 다시 발생하기 시작하여 경기장의 기단과 좌석 하부는 퇴적물들과 물 속으로 잠겨들어갔다. 11세기에 경기장은 아예 주택 단지가 되어버렸고, 12세기에는 이곳에 수로를 파고 공원으로 사용하였다. 하지만 다행스럽게도 경기장의 기본 골조는 살아남을 수 있었다. 1587년 교황 식스토 5세가 경기장에 세워져 있던 오벨리스크 2개를 떼어갔고, 그 중 하나를 포폴로 광장에 세웠다. 19세기 중반에 발굴 작업이 이루어졌고, 좌석, 경기장, 마굿간들의 일부가 발굴되었으나 지리적 한계로 인해 발굴작업은 일시적으로 중단되었다.
경기장 부지는 현재 시민 공원으로 사용되고 있다. 이 곳은 콘서트와 공연장으로 자주 활용되는데, 영국 밴드 제네시스는 이 곳에서 50만 명의 관중 앞에서 공연을 했고 롤링 스톤즈는 2014년에 7만 명 앞에서 연주를 했다. 또한 이 곳에서 2006 월드컵 우승 기념으로 승리 행사 기념으로 축제를 개최하기도 했다. 2019년 5월에 증강, 가상현실 서비스가 개설되어 이 곳을 방문하는 관람객들은 다시 경기장의 옛 모습을 체험해 볼 수 있다.

## 같이 보기
- 원형극장
- 술탄아흐메트 광장